# Dolichopeza (Dolichopeza) distivena
Dolichopeza (Dolichopeza) distivena is een tweevleugelige uit de familie langpootmuggen (Tipulidae). De soort komt voor in het Australaziatisch gebied.